# Гесиц
Гесиц (њем. Gössitz) општина је у њемачкој савезној држави Тирингија. Једно је од 76 општинских средишта округа Зале-Орла. Према процјени из 2010. у општини је живјело 345 становника. Посједује регионалну шифру (AGS) 16075035.

## Географски и демографски подаци
Гесиц се налази у савезној држави Тирингија у округу Зале-Орла. Општина се налази на надморској висини од 480 метара. Површина општине износи 12,9 km². У самом мјесту је, према процјени из 2010. године, живјело 345 становника. Просјечна густина становништва износи 27 становника/km².